# 律音彙考
《律音彙考》，古琴谱，道光十五年刻本，邱之稑撰。

## 琴谱介绍
清雅乐家邱之稑撰，清道光十五年刻本。据邱氏本人论证，将宋代对于唐代赵彦肃《风雅十二诗谱》的辩论，译成声字谱即工尺谱后，再根据工尺谱作成琴曲（见原书第八卷）。例如《鹿鸣》他慢三弦一徽，取作太簇、夹钟均，又说用夷则南吕均作，而将《毛诗》原词直注谱旁。余十一谱同。